# Makat
Makat (en kazakh : Мақат, en russe : Макат) est une localité de l’oblys d'Atyraou à l’ouest du Kazakhstan. Elle est le chef-lieu du district de Makat .

## Situation
Makat est située à 132 km au nord-est d’Atyraou.

## Économie
La localité est située près d’un centre d’extraction pétrolière.
C'est également un carrefour de voies ferroviaires reliant Aktioubé, grande métropole régionale du nord-ouest du Kazakhstan, à Astrakhan, grande ville en Russie, à l'ouest, via Atyrau, la capitale régionale de la province d'Atyrau et, au sud-ouest, Aktau, port kazakh sur la mer Caspienne.

## Démographie
La population de la commune stagne aux alentours de 14 000 habitants depuis le début des années 1990.
| Année | Population |
| ----- | ---------- |
| 1959  | 5 897      |
| 1970  | 9 123      |
| 1979  | 10 391     |
| 1989  | 14 010     |
| 1999  | 12 593     |
| 2009  | 14 266     |
| 2012  | 14 702     |